# 滝川恵理
滝川 恵理（たきがわ えり、1984年12月19日 - ）は、日本のタレント、女優。神奈川県出身。トミーズアーティストカンパニーに所属し、同事務所所属者たちによる企画劇団・ジュングランプリのメンバーを務めていた。

## 出演

### CM
- START docomo キャンペーン「ドコモな新生活物語」篇（2010年、NTTドコモ東海） - 長女 役[2]
- 桃太郎電鉄WORLD（2010年、ハドソン）

### テレビ番組
- ブラマヨ衝撃ファイル 世界のコワ〜イ女たち（2010年 - 2013年、TBS） - 不定期出演
- おはよう健康体操（2011年 - 2012年、BS-TBS） - 初代アシスタント[2]

### テレビドラマ
- 故郷 〜娘の旅立ち〜（2011年、フジテレビ）
- ラッキーセブン 第3話（2012年、フジテレビ） - 留美子 役
- マグマ（2012年、WOWOW） - 後藤真由子 役
- PRICELESS〜あるわけねぇだろ、んなもん!〜 第9話（2012年、フジテレビ）
- ラスト♡シンデレラ 第9話（2013年、フジテレビ） - 富嶋祥子 役
- 独身貴族 第5話（2013年、フジテレビ）

### ネット配信ドラマ
- 密着！男と女の愛憎㊙探偵ファイル 第17話・第18話（2011年、BeeTV）

### ネット配信番組
- ザ・リメイク Vol.0 - Vol.6（2012年、ニコニコ生放送） - 司会[2][3]

### 映画
- 任侠ヘルパー（2012年） - 森田明美 役
- 真夏の方程式（2013年）
- タイガーマスク（2013年） - カフェ店員 役

## モデル活動

### 書籍・雑誌
- エイムック 2043 自転車の旅 ニッポン全国の爽快ルートから街散策まで（2010年、エイ出版社）
- エイムック 2058 自転車生活 Vol.29 ドロップハンドルは怖くない！（2010年、エイ出版社）
- エイムック 2140 自転車生活 Vol.31 「これ新しい！」を創る人々（2011年、エイ出版社）
- 東京ウォーカー（2011年、角川マガジンズ）